# Пам'ятник Антонові Чехову (Баденвайлер)
Пам'ятник А. П. Чехову — монумент, який був встановлений в німецькому місті Баденвайлер в 1908 році. Це — перший пам'ятник А. П. Чехову в світі.

## Пам'ятник 1908 року
У 1908 році в парку німецького міста Баденвайлер був відкритий перший пам'ятник Антону Павловичу Чехову. Він був створений з ініціативи Костянтина Станіславського, який також був присутній і на відкритті монумента разом з письменником П. Боборикін і літературним критиком А. Веселовським.
Автором пам'ятника був російський скульптор М. Шлейфер, монумент був виконаний з бронзи. Бюст Чехову помістили на зеленому схилі серед розсипу каменів. Пам'ятник в Баденвайлер, відкритий в 1908 році, став першим пам'ятником, спорудженим на згадку про А. П. Чехова в світі. Він був створений в тому числі і на пожертвування російських.
Відкриття пам'ятника Чехову в Баденвайлер було урочистим. Навколо пам'ятника розклали квіти, для публіки був зроблений поміст, було присутнє багато фотографів. Після того, як відслужили панахиду по А. П. Чехову, відбулося саме відкриття, під час якого вимовлялися урочисті промови. Мова вимовляв гофмейстер Д. А. Ейхлер, академіки А. Н. Веселовський, П. Д. Боборикін, директор московського Художнього театру Костянтин Станіславський. Пам'ятник відрізнявся витонченим зовнішнім виглядом.
Після відкриття був влаштований парадний сніданок з музикою на терасі одного з готелів, виконувалася музика російських композиторів.
Наприкінці Першої світової війни від цього пам'ятника залишився лише постамент, тому що сам бюст був відправлений на переплавку разом з іншими пам'ятниками. На камені зберігся напис: «Хорошій людині і лікаря» і «Великому письменнику — Антону Чехову».
У 1964 році місце, де знаходився перший пам'ятник А. П. Чехову, відвідали радянські журналісти.

## Пам'ятник 1992 року
У 1992 році пам'ятник А. П. Чехову в Баденвайлер відновили за допомогою жителів Сахаліну. Автором нового пам'ятника став скульптор з Сахаліну Володимир Чеботарьов. Монумент встановили на старому постаменті 1908, Чехов зображений з піднятим коміром. Для більшої зручності відвідувачів до цього місця прокладено нову прогулянкова стежка. Новий пам'ятник був привезений з Сахаліну директором музею однієї книги Чехова «Острів Сахалін» Георгієм Міромановой. Новий пам'ятник також був відлитий з бронзи.

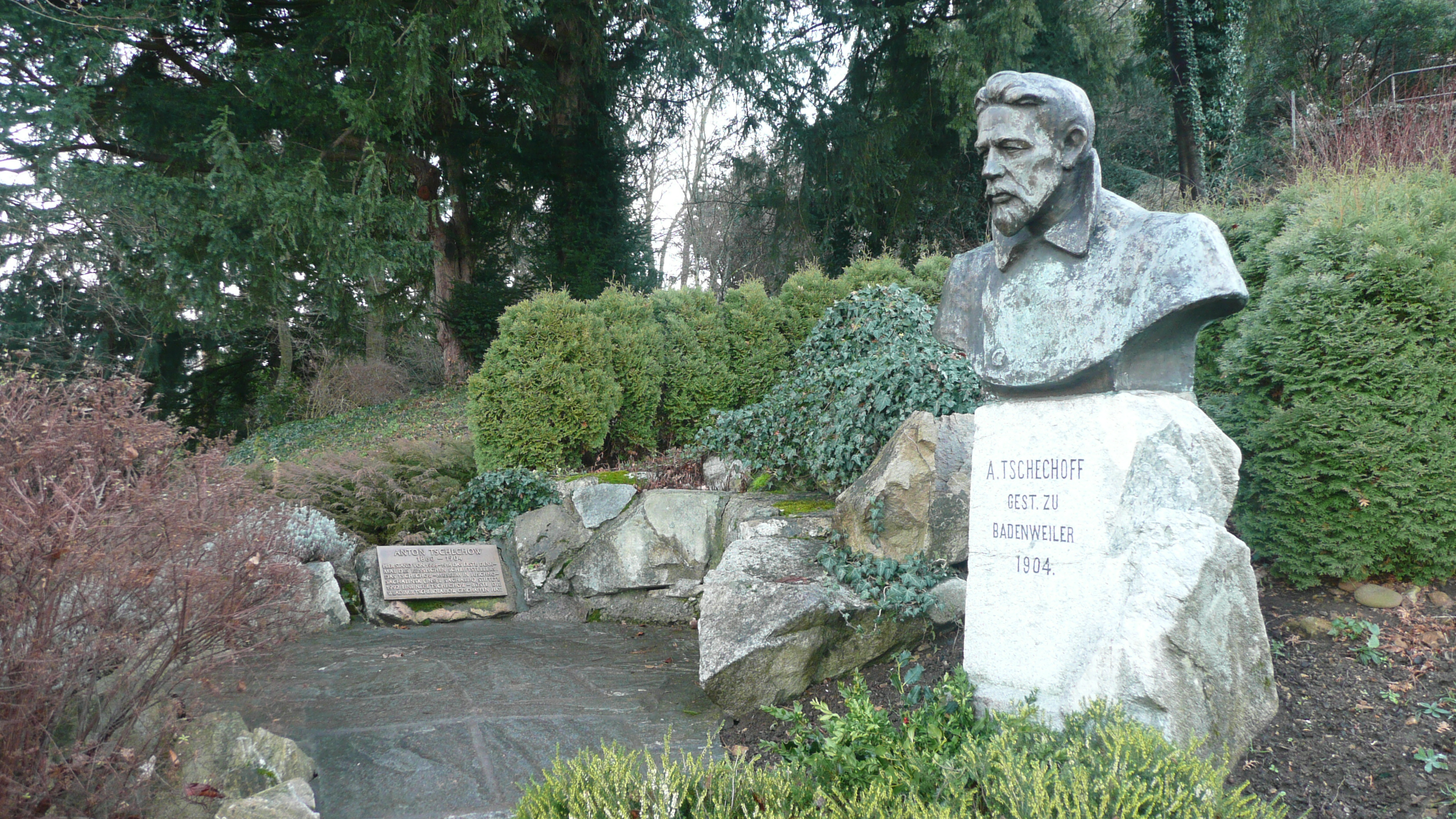
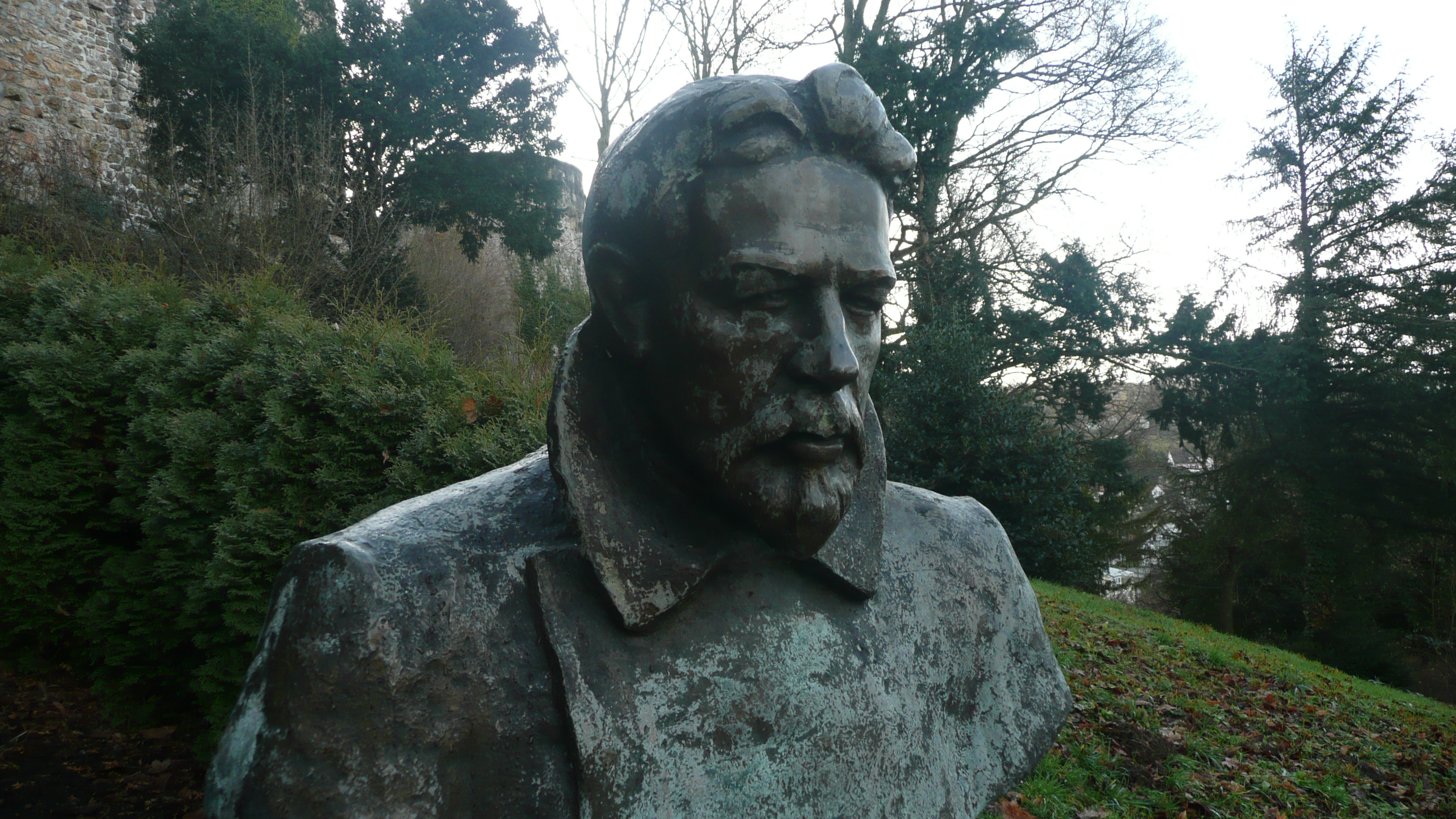
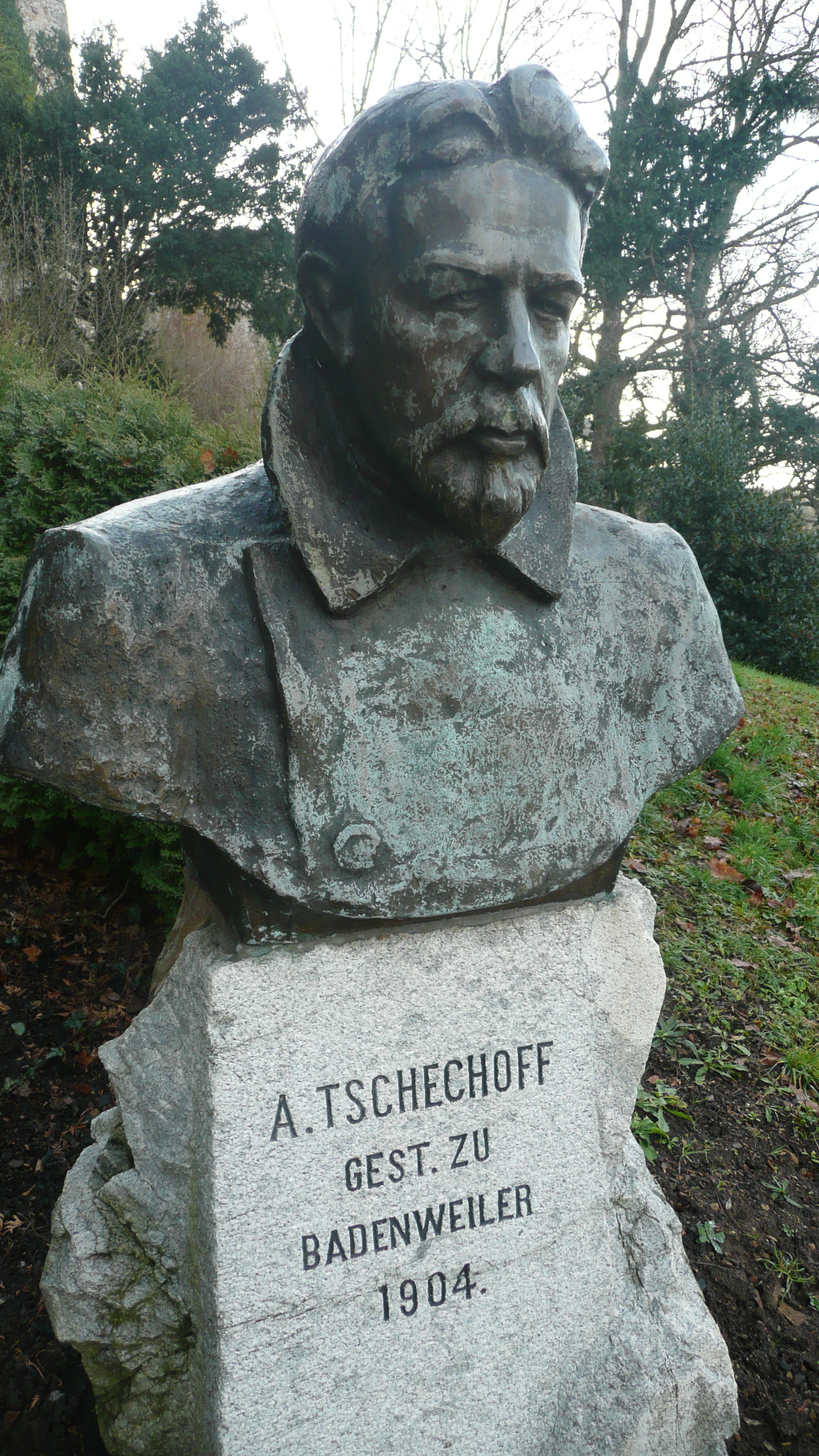
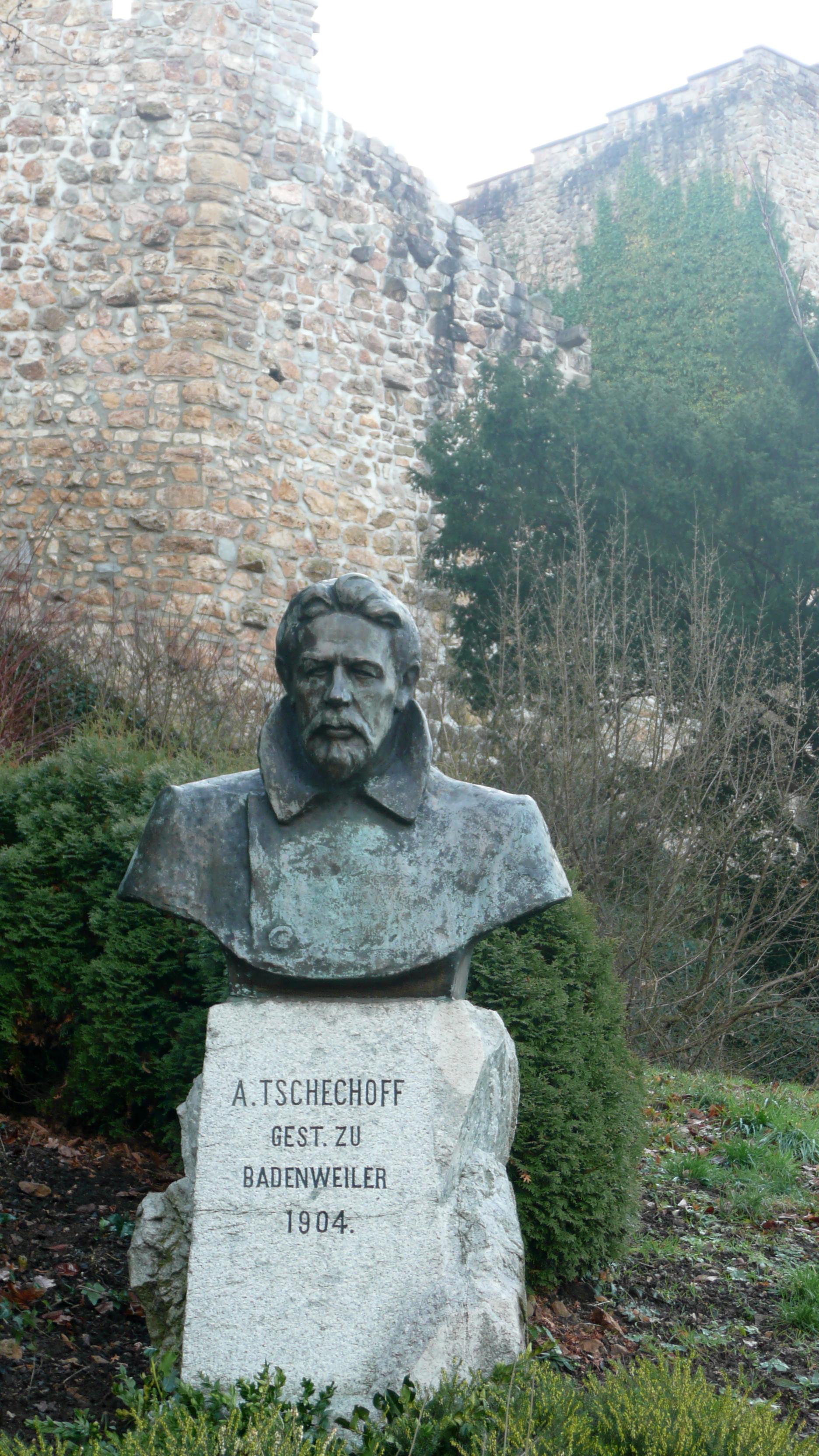
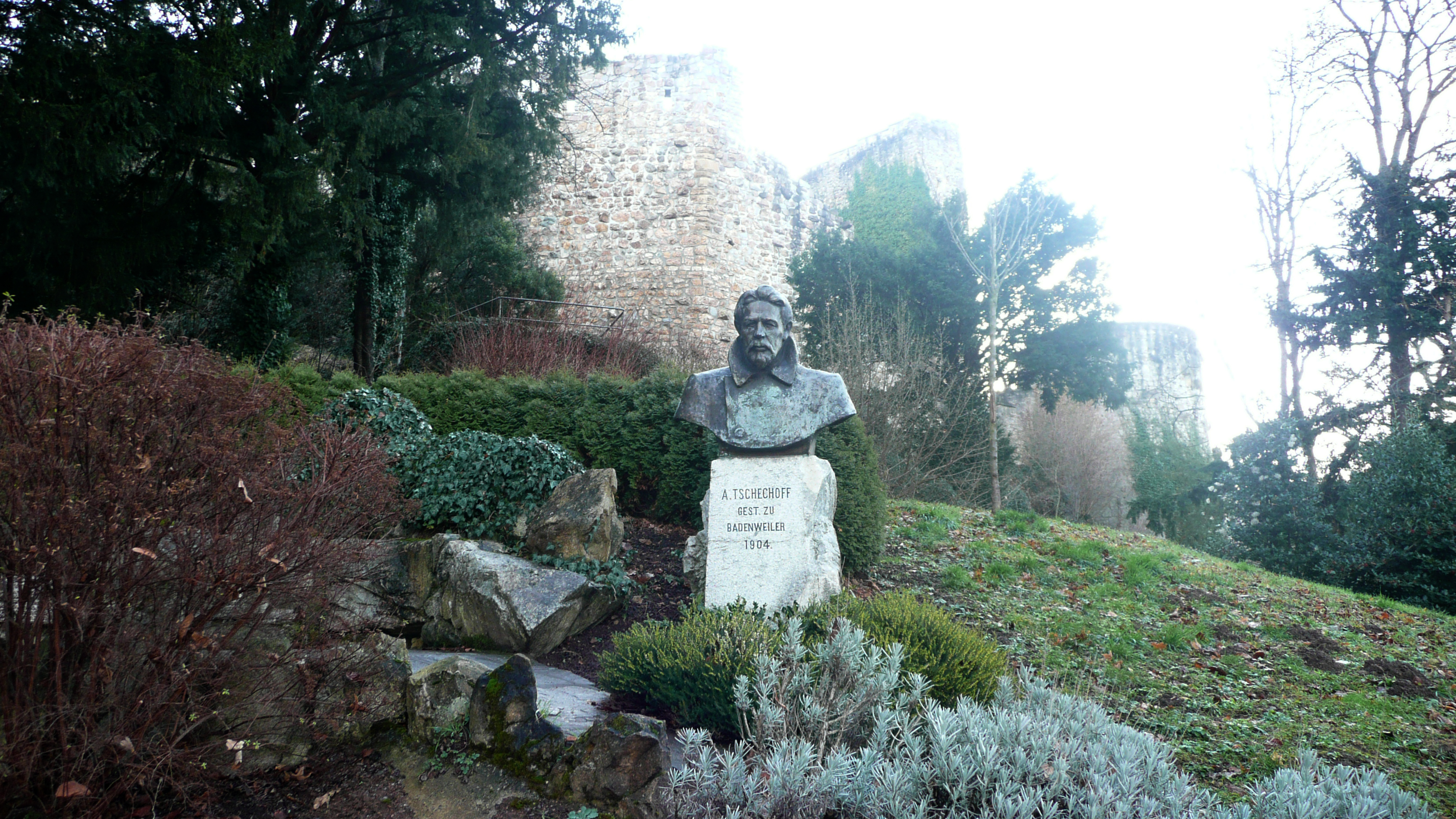